# Cartago (Colômbia)
Cartago (pronúncia espanhola: [kaɾˈtaɣo]) é uma cidade no sudoeste da Colômbia, cerca de 300 quilômetros a oeste de Bogotá. Situa-se no extremo norte do Vale do Cauca .
Está localizado muito próximo da cidade de Pereira, Risaralda cerca de 20 minutos de carro. É a sexta maior cidade do Valle depois de Cali, Palmira, Buenaventura, Tuluá e Jamundí .  De acordo com o censo colombiano de 2018, a população de Cartago era de 142.902.   